# Antoine de Chabannes
Pour les articles homonymes, voir Antoine de Chabannes (évêque) et Chabannes.
 (avril 2018).
Antoine de Chabannes, comte de Dammartin, né en 1408 à Saint-Exupéry-les-Roches et mort le 25 décembre 1488 à Paris, est un militaire français ayant servi successivement sous les règnes de Charles VII, Louis XI et Charles VIII. Bien que sa mémoire fut parfois décriée par certains historiens, il reste l'un des plus brillants Compagnons d'armes de Jeanne d'Arc.
Simple chevalier né sans fortune et sans grade, Antoine de Chabannes cultiva toute sa vie une ambition prédatrice voire obsessionnelle, celle d'acquérir des titres afin de se constituer un patrimoine foncier digne de son rang. Cette impérieuse nécessité matérielle forgea toute l'existence de ce grand capitaine et serviteur royal, souvent exposé aux pires intrigues politiques. Au gré des circonstances, véritable et extraordinaire  caméléon  politique , après d'éprouvantes périodes de disgrâce au revers de plusieurs condamnations, procès, emprisonnements ou d'exil ;  Dammartin devint à nouveau un conseiller et un confident incontournable , véritable éminence grise des rois Charles VII et Louis XI. L'habile et stratégique grand maître Antoine de Chabannes comte de Dammartin, devint un personnage central des plus redoutés, proche du pouvoir royal, il fut l'un des derniers plus grands féodaux ayant servi admirablement la Couronne de France durant la seconde moitié du XVe siècle.

## Biographie

### Famille
Benjamin des trois fils de Robert de Chabannes, seigneur de Charlus-le-Pailloux, et d'Halix de Bort, dame de Peyrefitte, Antoine de Chabannes est âgé de sept ans à la mort de son père. Celui-ci, mort en 1415 à la bataille d'Azincourt, est un chevalier réputé maintes fois cité dans les œuvres d'Enguerrand de Monstrelet ou de Jean II Jouvenel des Ursins. Le seigneur de Charlus teste le 17 août 1410, faisant de son fils aîné, Étienne de Chabannes, son héritier universel. Capitaine d'une compagnie de gendarmes, ce dernier meurt à la bataille de Cravant le 30 juillet 1423. Selon les dispositions testamentaires, l'aîné des fils disparaissant sans héritier, la majeure partie de l'héritage familial revient en seconde volonté au cadet, Jacques Ier de Chabannes : « conformément aux dispositions paternelles, c'est Jacques de Chabannes qui recueillit alors la grande partie de l'héritage ; lui et ses descendants devinrent seigneurs de Charlus. Antoine ne gagna donc rien ».
Antoine de Chabannes se maria, le 8 septembre 1439,où il conclut un contrat de mariage devant le Prévôt de Paris messire Ambroise de Loré et les notaires du Châtelet de Paris, avec Marguerite de Nanteuil, unique fille et orpheline de feu Renaud de Nanteuil (Nanteuil-le-Haudouin), seigneur d'Acy, et de défunte Marie de Fayel son épouse, comtesse de Dammartin et vicomtesse de Breteuil.
- Leur fils Jean de Chabannes, comte de Dammartin (v. 1462-1503)[5],[6] avait épousé :
  - 1° v. 1484 Marguerite (morte en 1488), fille naturelle de Nicolas d'Anjou-Lorraine (1448-1473), d'où : Anne de Chabannes (1485-1501), x 1496 sans postérité Jacques II de Coligny, sire de Coligny-le-Vieux, Andelot et Châtillon (mort en 1512 après la bataille de Ravenne), oncle de l'amiral,
  - puis 2° Suzanne de Bourbon-Roussillon, fille de Louis de Bourbon-Roussillon et de Jeanne de Valois (1466 ou 1473-1531 ; remariée v. 1510/1518 à Charles de Boulainvilliers ci-dessous), dont :
    - Avoie/Avoye de Chabannes (v. 1493 - v. 1543 ; fille cadette, semble-t-il), comtesse de Dammartin en 1503-1516, dame de Toucy, Courtenay, St-Maurice, Champignelles, Chantecoq, Piffonds, Montpensier, Villemomble, comtesse pour moitié de Roussillon (cédé en 1532 aux Tournon), sans postérité de ses trois unions (cf. l'article Dammartin) ;
    - et Antoinette de Chabannes, dame de St-Fargeau (née v. 1489/1492 plutôt qu'en 1498 - 1519 plutôt qu'en 1527/1529 ; fille aînée, semble-t-il), x (av. 1506) René d'Anjou-Mézières (1483-v. 1521), d'où entre autres enfants :
      - Françoise d'Anjou-Mézières (v. 1505/1510 - ap. 1547), comtesse de Dammartin et dame de Courtenay par le don de sa tante Avoye à l'occasion de son 1er mariage en octobre 1516, x 1° 1516 (encore enfant) Philippe III de Boulainvilliers (mort en 1536 à Péronne ; fils aîné du 1er mariage de Charles de Boulainvilliers avec Catherine Havart, vicomtesse de Dreux ; cf. l'article Henri), et 2° 1538 Jean III de Rambures : Postérité des deux mariages (Charles de Rambures (1572-1633) et sa 2e femme Renée de Boulainvilliers, épousée en 1620, réunissent les deux branches) ;
      - Nicolas d'Anjou-Mézières (1518-ap. 1568), seigneur de Mézières et de St-Fargeau, comte pour moitié de Roussillon : Postérité et succession chez les Bourbon-Montpensier par le mariage de sa fille Renée d’Anjou (1550-av. 1586 ou 1597 ?) en 1566 avec François Ier de Montpensier

### Formation
Nobliau déshérité et orphelin de père, la tutelle du jeune Antoine semble être confiée à la garde de son frère cadet Jacques de Chabannes de La Palice, qui lui dispense les premiers rudiments d'une éducation militaire. Dès lors, un puissant lien affectif unit les deux frères et, des exploits ou des épreuves qui illustrent leurs vies chevaleresques respectives, leurs destinées militaires sont inséparables.
Après la disparition glorieuse de son père sur le champ de bataille d'Azincourt, Antoine devient à sept ans page du Vicomte de Ventadour, son parent, et entre à 13 ans comme page au service d'Étienne de Vignolles dit La Hire, qui l'initie au métier des armes. Ce rude guerrier devient son formateur et le prend sous sa protection. Au Moyen Âge, un page était l'intendant d'un chevalier pouvant devenir vers 14 ans écuyer d'écurie. Souvent issus de la haute noblesse, ces jeunes apprentis chevaliers, quelquefois sans titre et sans fortune, pouvaient espérer gravir peu à peu les échelons afin de s'assurer une destinée militaire et nobiliaire digne de leur extraction.

### Compagnon d'armes de Jeanne d'Arc
Devenu chevalier, Chabannes combat pour la première fois à 15 ans à la Bataille de Cravant le 30 novembre 1423 aux côtés de son frère aîné Étienne de Chabannes (Hugues II), capitaine d'une compagnie d'infanterie, qui meurt dans cette bataille.
L'année d'après, Antoine est de nouveau aux côtés de La Hire et de Jean Poton de Xaintrailles, à la bataille de Verneuil le 17 août 1424, où il est capturé par les Anglais, selon la Cronique Martiniane : « Et fut prins prisonnier Anthoine de Chabannes, paige du Comte de Ventadour, lequel estoit monté sur ung courcier gris, nommé La Dame, qui estoit au Comte son maistre. » Lors de cette bataille, Antoine jeune chevalier qui a perdu Charles de Ventadour son premier tuteur, aurait déclaré à la suite de la déroute de l'armée française : « Ceux que j'ay l'honneur de porter le nom ne scavoient pas fuir, c'est chose que je ne veux point apprendre n'y commencer ma vie par là. »

Plan du château de Dourdan.

Après quoi, frappé par sa jeunesse et sa belle conduite, Jean de Lancastre, duc de Bedford, le remit à son frère Jacques sans exiger de rançon. Peu après sa libération, Antoine entra au service du duc Charles de Bourbon. En 1428, lorsque commença le siège d'Orléans, Antoine de Chabannes, alors âgé de 20 ans, entreprit de faire quelques incursions en pays beauceron, où les troupes anglaises le firent prisonnier au Château de Dourdan en Hurepoix, et d'où il s'évada avec la complicité du prévôt de Paris Simon Morhier.
À nouveau capturé par l'ennemi, puis libéré, il se distingua au siège d'Orléans en 1429 comme compagnon d'armes de Jeanne d'Arc, et est présent sur de nombreux champs de bataille : Jargeau, Patay, Compiègne et Précy-sur-Oise.

### Capitaine des écorcheurs (1435-1439)
Antoine de Chabannes quitta ensuite l'armée régulière pour s'enrôler dans une bande de routiers, c'est-à-dire de brigands, connus sous le nom d’écorcheurs, dont il devint en 1435 l'un des chefs. Anthoine, capitaine mercenaire à la solde du roi, commandait le quotidien de ses soudards qui pratiquaient inlassablement rapines, sévices, meurtres et pillages qui étaient le lot ordinaire de ces hommes redoutés dans les campagnes, ravageant cruellement la Bourgogne, la Champagne et la Lorraine.
Au début du XVe siècle lors de la bataille de Montépilloy, les troupes anglaises dirigées Jean de Lancastre duc de Bedford qui s'étaient retranchées à Mitry s'étaient emparées en 1429 de Compiègne, de Crépy-en-Valois, de Dammartin-en-Goêle et d'une partie du Valois. Sous la conduite de la Pucelle d'Orléans, l'armée royale dirigée par Charles VII en personne, décida aussitôt d'en découdre militairement. Prêt à être confronté aux troupes anglaises, le roi de France disposé à chasser de ses terres le Godon, positionna son armée sur les hauteurs de Dammartin et s'empara de la cité.

### Comte de Dammartin

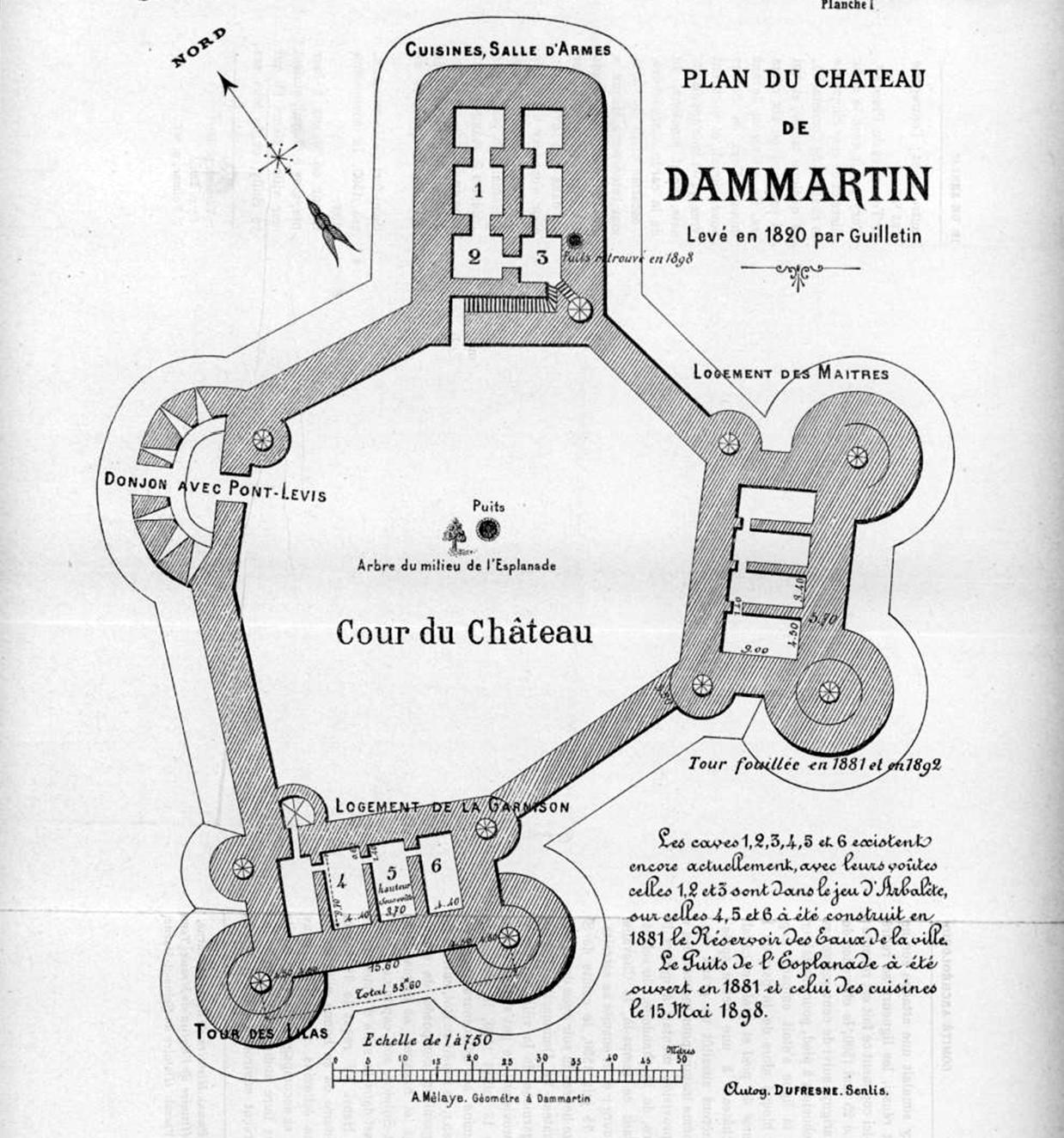
Plan du château de Dammartin, considérablement fortifié au XVe siècle par Antoine de Chabannes.

À l'issue de ce conflit, la seigneurie de Dammartin, attribuée par le roi Henri VI, le 7 juin 1427 au sire de Vergy, fut reprise en 1430 après la victoire française, et le roi de France Charles VII retransmit le comté de Dammartin, à Renaud de Nanteuil, l'un de ses plus proches serviteurs.
Antoine de Chabannes, par son mariage avec Marguerite, fille de Renaud de Nanteuil d'Aci et de Marie de Fayel-Dammartin, reçut l'héritage de sa belle-mère. Selon les historiographes du temps, voici comment cette dernière se retrouva en possession de la seigneurie de Dammartin-en-Goële, récupérée par elle d'une bien curieuse façon :

« 1420 - Marie de Fayel, femme de Renaud de Nanteuil seigneur d'Aci et sœur de Jean de Fayel, devint l'héritière du Comté de Dammartin par la mort de son frère. Mais Renaud étant demeuré fidèle au roi Charles VII, le roi d'Angleterre (Henri V) donna le Comté à Antoine de Vergi (Antoine de Vergy) seigneur de Champlitte. Les Anglais ayant été depuis chassés de France, Marguerite, fille de Renaud de Nanteuil et de Marie de Fayel, rentra l'an 1436 dans ce Comté, ainsi que tous biens de la Maison de Châtillon. »

« En 1430, Charles VII reprit ce château sur les Anglais et le donna à Marguerite de Nanteuil fille de Renaud de Nanteuil et de Marie de Fayel, laquelle porta le Comté de Dammartin à Antoine de Chabannes qu'elle épousa en 1439. »

Ainsi, Antoine de Chabannes Écuyer d'écurie du roi, devenu nouveau Comte de Dammartin, comté reçu en dot à son mariage survenu le 7 septembre 1439 avec Marguerite de Nanteuil, est dissuadé à quitter définitivement fin 1439 la fréquentation aventureuse et hasardeuse des écorcheurs, véritables pillards et bandits de grands chemins. À la suite de son mariage avec Marguerite de Nanteuil (âgée de 17 ans) qui lui apporte sa première seigneurie, Antoine de Chabannes Comte de Dammartin (âgé de 31 ans) retrouve peu à peu la sphère royale, puisque celui-ci quelques semaines à peine après son mariage, rend foi et hommage auprès du roi des seigneuries d'Acy-en-Multien, de Try-le-Château,de Précy-sur-oise et d'Ormoy, hommage rendu par ledit chevalier le 28 septembre 1439.

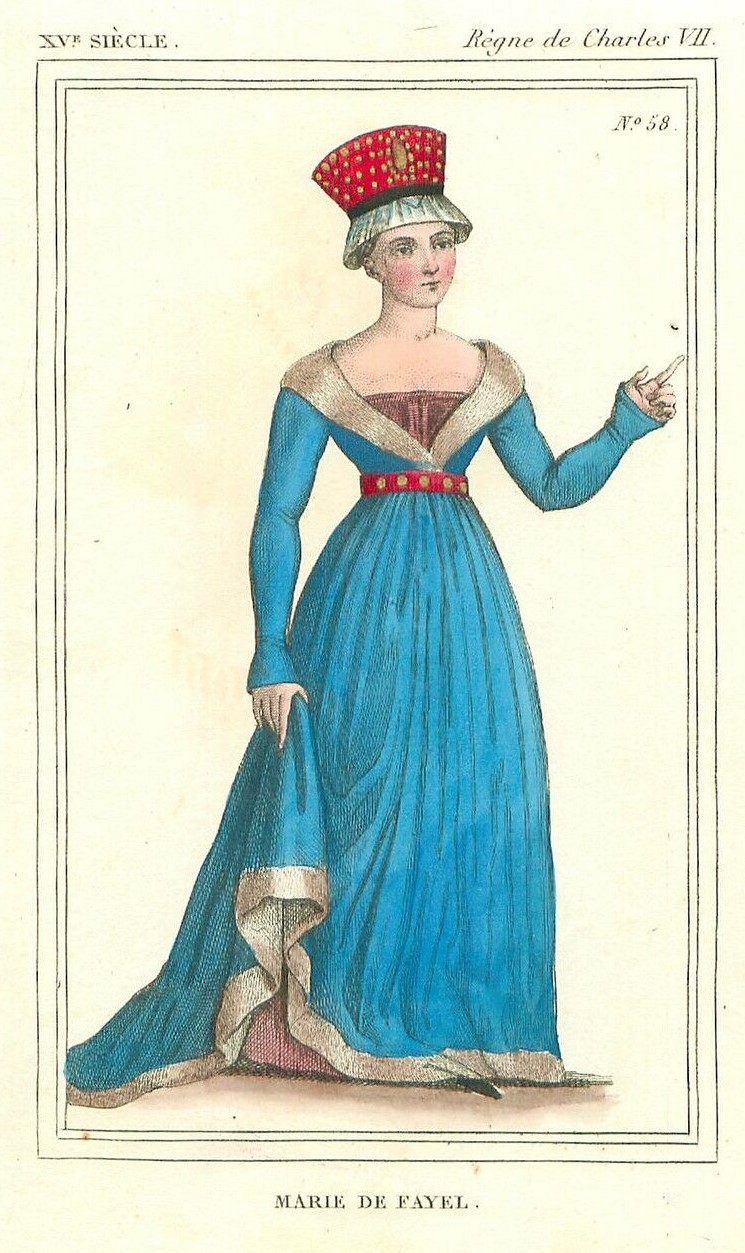
Marie de Fayel, Comtesse de Dammartin, dessin de Léopold Massard, Costumes français depuis Clovis jusqu'à nos jours, Ed. Milliez frères, Paris, 1855
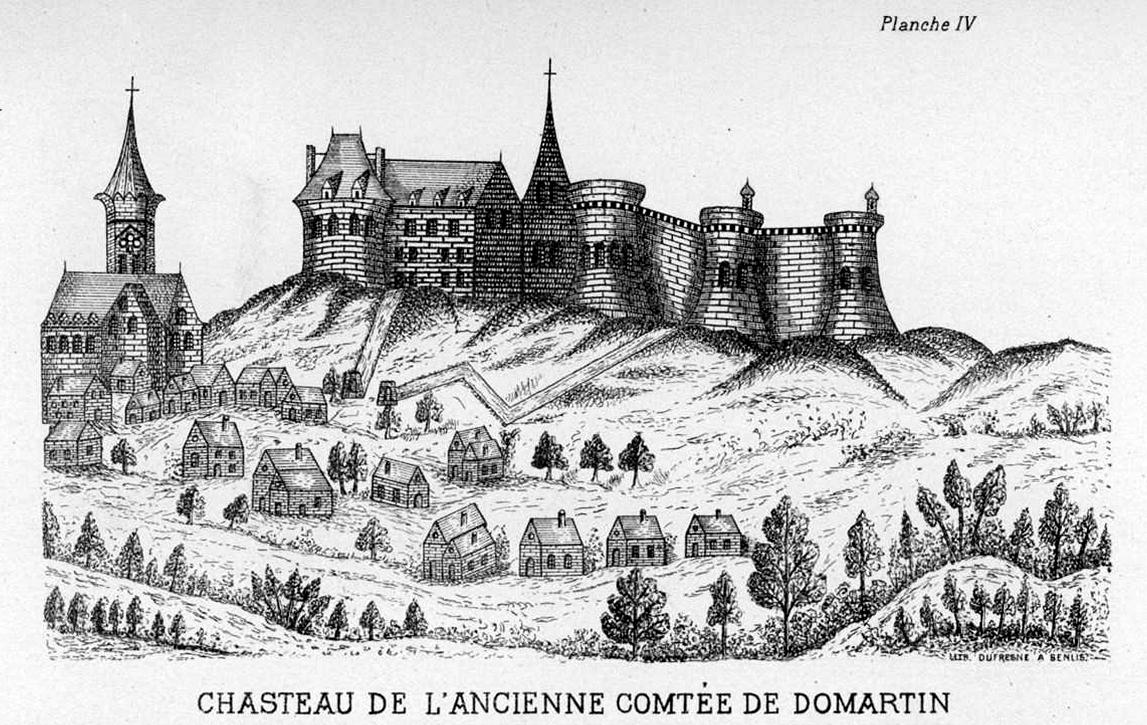
Comté de Dammartin, apporté en 1439 à Antoine de Chabannes.

### Au service du duc de Bourbon

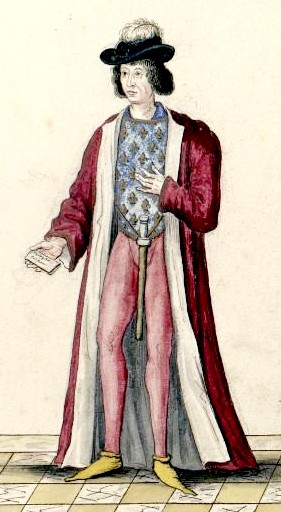
Charles Ier de Bourbon.

En l'an 1440, Antoine se rapprocha du duc Charles Ier de Bourbon administrant le Duché de Bourbon province où son frère Jacques Ier de Chabannes possédait quelque seigneuries. Jeune noble sans seigneurie hormis celle de Dammartin apportée à son mariage par son épouse, Antoine de Chabannes introduit par son frère Jacques Ier auprès du duc de Bourbon, devint le 22 juillet 1440 seigneur engagiste de la Châtellenie ducale de Chaveroche (Chavroches) en Bourbonnais.
Deux jours avant le traité de Cusset qui mit fin à la Praguerie si familière au comte de Dammartin, celui-ci pourtant encore qu'un simple chevalier possédait déjà une relative aisance, puisqu'il négocia auprès du duc de Bourbonnais, un prêt de 10.000 écus d'or, en échange des revenus tirés de la capitainerie de la châtellenie ducale de Chaveroche (Chavroches), consenti par le duc :
« Antoine de Chabannes avait prêté, en 1440, 10 000 écus au duc de Bourbon, en échange celui-ci avait transporté au comte de Dammartin, la terre de Chaveroche jusqu'au remboursement de ladite somme à l'assignation d'une rente équivalente »
Dorénavant placé au service de la Maison du Prince, l'acquisition de cette châtellenie (en Bourbonnais au nombre de dix-sept) du duché de Bourbon, qui à la fin du XIVe siècle relevait selon Michel de Marolles du Comté de Nevers, dut constituer pour Antoine de Chabannes un premier revenu foncier, seigneurial et domanial de très grande importance ? Ce fut cette même année que son frère Jacques Ier de Chabannes, sénéchal du Bourbonnais, devenait également le 2 août 1440, capitaine du château et de la châtellenie de Chantelle.

### Au service deCharlesVII

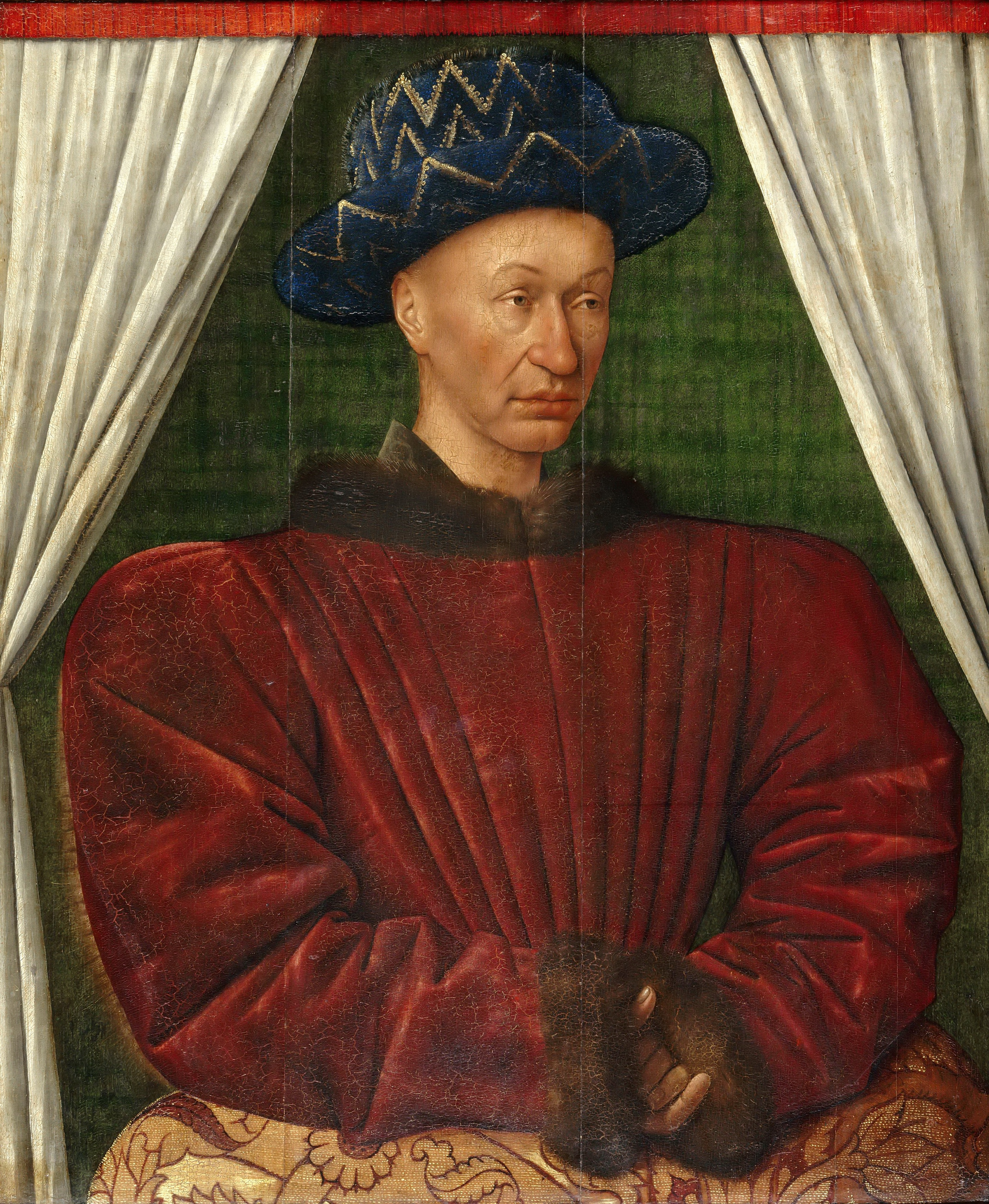
Le roi Charles VII (roi de France).

Antoine de Chabannes participa a plusieurs combats contre les Anglais mais il gagna la reconnaissance du roi en découvrant la conjuration de la Praguerie de 1440, fomentée par le dauphin Louis (futur Louis XI), le Comte de Clermont, Jehan IV d’Armagnac et le duc Jehan II d’Alençon.
Placé sous la direction du dauphin (le futur Louis XI), Antoine de Chabannes fut envoyé en Suisse où sous le commandement de Jean V de Bueil, il fit partie de l'avant-garde de l'armée française lors de la bataille de la Birse, localisée à Pratteln et livrée le 26 août 1444. Lors de cette bataille contre les conférés helvétiques, son zèle militaire fut remarqué.
Lieutenant général dans l'armée royale, Antoine fit partie dès 1446 du Grand Conseil du roi, et s'attacha désormais au service de Charles VII, qui lui donna en 1447 la charge de grand panetier de France. Il participa également au procès de Jacques Cœur qui fut condamné le 29 mai 1453 et bénéficia largement du dépeçage de ses biens, se voyant octroyer en fief une bonne partie de la Puisaye et le château de Saint-Fargeau.
En 1451, Charles VII qui venant d’apprendre que son fils Louis conspirait encore contre lui depuis le Dauphiné qu’il gouvernait, envoya Chabannes punir l’insolent. Antoine de Chabannes prit donc le commandement d’une armée qui marcha sur Grenoble contraignant le dauphin Louis à fuir le 30 août 1456, en territoire bourguignon et à se placer sous la protection du duc de Bourgogne, Philippe le Bon.
Lorsqu’en 1461, Charles VII mourut, Antoine de Chabannes perdit son principal protecteur.

### Grand Maître de France
L'accession au trône de Louis XI en 1461 provoqua les premiers accrocs dans la carrière d'Antoine de Chabannes. N'ayant pas oublié le rôle joué par Chabannes dans l'affaire de la Praguerie, le roi promit pour châtier l'infâme traître, de « faire manger le cœur de son ventre par ses chiens ».

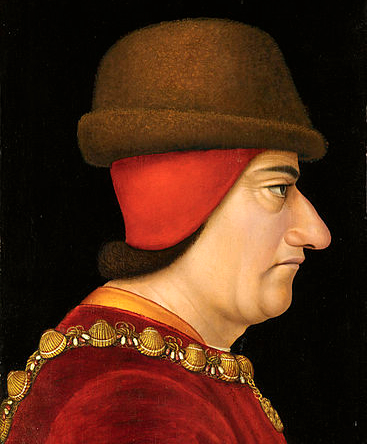
Louis XI, roi de France.

Il intenta plusieurs procès à l'ancien serviteur de son père qui vit ses biens confisqués et lui-même proscrit à Rhodes. Cet exil ne dura toutefois pas longtemps car, bénéficiant de complicités, Chabannes s'évada et rejoignit son ancien domaine, dont il expulsa le propriétaire, Geoffroy, fils de Jacques Cœur. Il rejoignit ensuite la Ligue du Bien public hostile au monarque, convaincu que la rigueur royale n'était pas près de s'atténuer. Louis XI conclut cependant avec les ligueurs le traité de Conflans, le 5 octobre 1465.
La paix fut enfin signée entre les deux hommes : sur décision du roi, Antoine de Chabannes fut nommé, en 1467, grand maître de France et recouvra ses biens. De plus, Louis XI le nomma l'un des premiers chevaliers de l'ordre de Saint-Michel par lettres patentes données à Amboise le 1er août 1469.
En janvier 1471, il s'empara de la ville d'Amiens et la défendit lors du siège de la ville par Charles le Téméraire en mars-avril 1471 et 1472, il combattit lors du siège de Beauvais contre Charles le Téméraire.

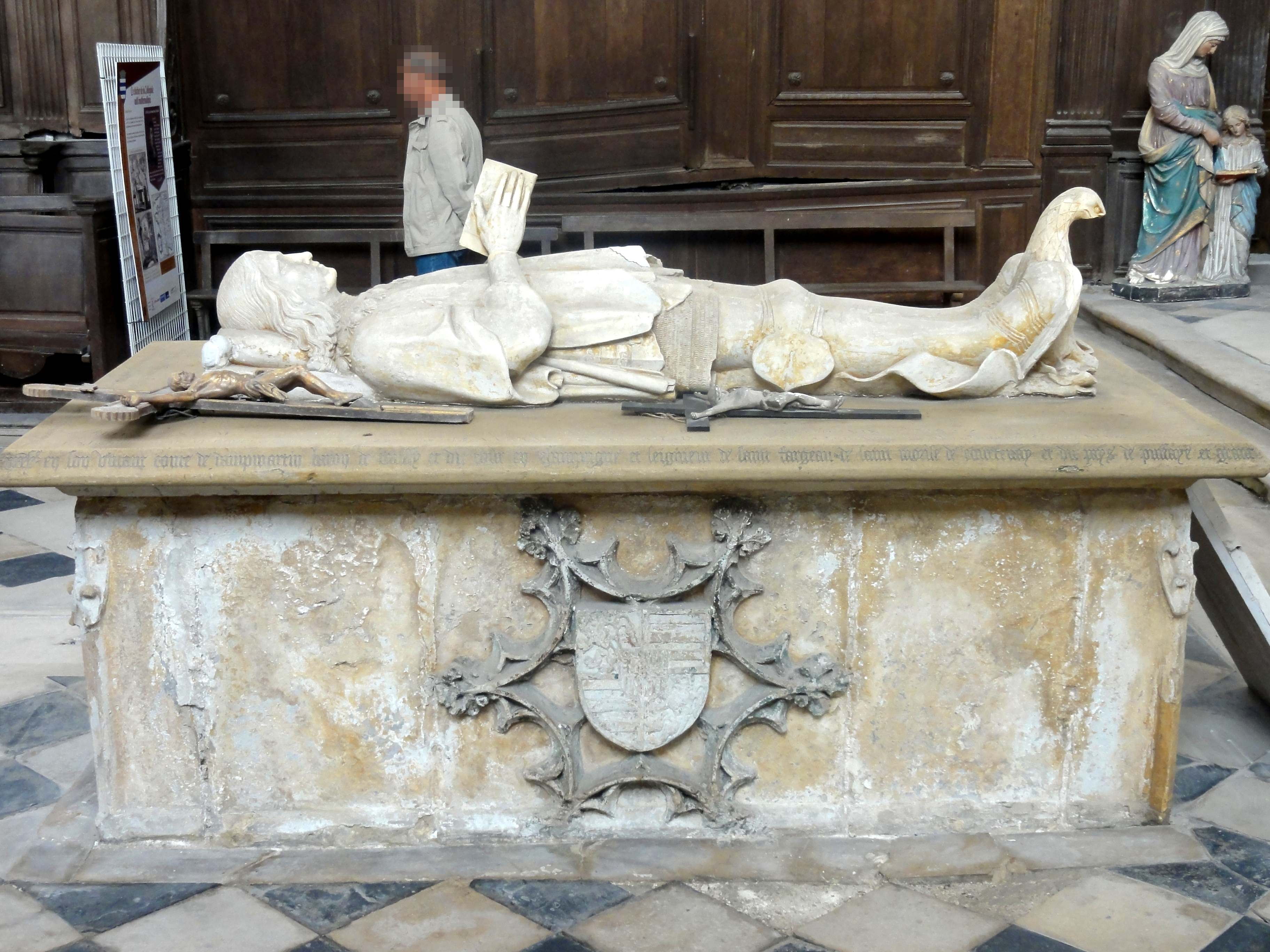
Dammartin-en-Goële, collégiale Notre-Dame, tombeau d'Antoine de Chavannes.

À la fin du règne de Louis XI, il tomba une nouvelle fois en disgrâce mais l'arrivée au pouvoir de Charles VIII lui permit de reprendre sa place dans l'entourage du roi. Nommé gouverneur militaire de Paris en 1485, il mourut dans cette ville en son hôtel de Beautreillis sis rue Saint-Antoine, le jour de Noël 1488. Veuf de Marguerite de Nanteuil depuis le 13 octobre 1475, ce fut son unique fils, Jean de Chabannes, seigneur de Dammartin et de Montgé-en-Goële, qui procéda aux dernières volontés du grand maître Antoine de Chabannes. La vie chevaleresque d'Antoine de Chabannes, ancien chef des écorcheurs, au dévouement total à la cause royale, l'exposa toujours aux plus grands dangers et disgrâces. Guerrier invincible, son gisant qui se voit encore dans l'église Notre-Dame de Dammartin-en-Goêle, le représente en armure en pieux chevalier , les mains enserrant une bible, les pieds reposant sur les ailes d'un Phénix , oiseau mythique symbolisant ainsi son courage militaire,  toujours prêt à renaître de ses cendres.

## Titres et fonctions exercés
- Comte de Dammartin
- Vicomte de Breteuil
- Seigneur de Saint-Fargeau
- Seigneur de Courtenay
- Seigneur de Livry (Gargan)
- Seigneur de Taverny
- Seigneur de Moret-sur-Loing
- Seigneur de Crécy-la-Chapelle
- Seigneur de Gelles
- Seigneur de Rochefort-Montagne
- Grand Maître de France
- Chambellan du roi
- Grand Pannetier de France
- Capitaine de Creil
- Bailli de Troyes
- Conseiller du roi
- Sénéchal de Toulouse
- Sénéchal de Carcassonne
- Capitaine de Leucate
- Lieutenant général en Guyenne
- Capitaine de Blanquefort

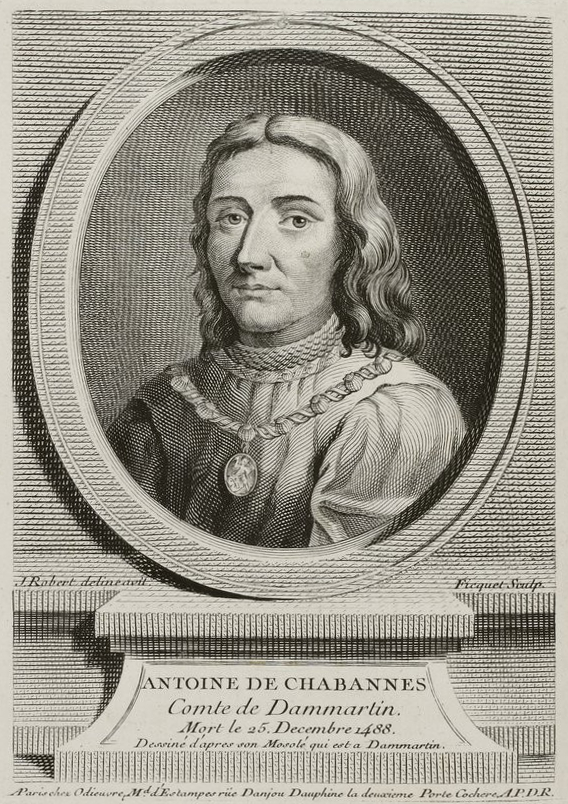
Portrait d'Antoine de Chabannes, d'après un dessin de Michel Odieuvre. Gravure du XVIIIe d'après son mausolée à Dammartin-en-Goële.

- Lieutenant général du roy en Picardie
- Lieutenant général du roy en Beauvaisis
- Capitaine de Corbeil
- Gouverneur de Beauvais
- Capitaine d'Harfleur
- Capitaine de Château-Gaillard
- Gouverneur du Quesnoy
- Gouverneur du château d'Herment
- Lieutenant général en Auvergne
- Capitaine de Séverac-le-Château
- Gouverneur militaire de Paris

## Hommages et postérité

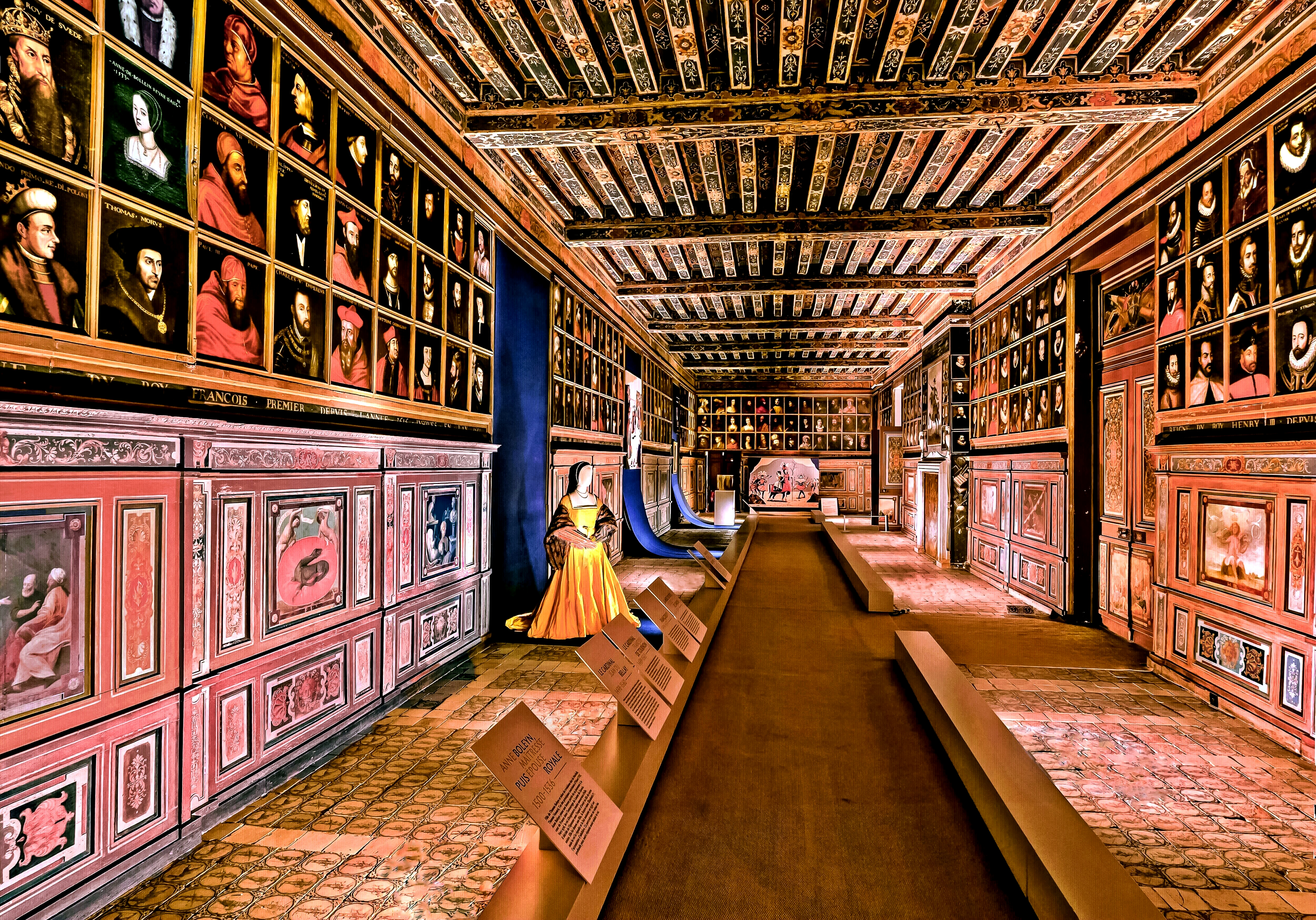
Château de Beauregard, la Galerie des Illustres (début XVIIe).

Au début du XVIIe siècle, Paul Ardier alors propriétaire du Château de Beauregard ancien relais de chasse du roi François Ier dans la Vallée de la Loire , fit placer dans la très célèbre Galerie des Illustres, parmi 327 portraits peints de personnages historiques, celui d'Antoine de Chabannes Grand maître de France. Une copie de ce portrait figure également dans les collections du château de Saint-Fargeau.
Au XVIIIe siècle, nommé Secrétaire perpétuel de l'Académie française et historien, Charles Pinot Duclos auteur d'une Histoire de Louis XI, ouvrage qui fit autorité dans les milieux littéraires et qui lui ouvrit en 1748 les portes de l'Académie française, évoque ainsi le téméraire tempérament d'Antoine de Chabannes : « C'était un caractère haut et difficile; d'ailleurs un des plus braves hommes de son temps, sincère, fidèle, naturellement emporté, ami vif, implacable ennemi. »
En 1847 sur la demande du roi Louis-Philippe Ier à la suite de la création du Musée de l'Histoire de France et afin d'illustrer les Galeries historiques du Musée de Versailles, fut placé le 14 février 1848, dans la galerie no 60 (Aile du Midi) le moulage en plâtre fait par François Henri Jacquet, du gisant d'Antoine Ier de Chabannes, Comte de Dammartin, Grand Maître de France & Gouverneur de Paris. (d'après son gisant à Dammartin-en-Goële).
Quelques lieux gardant la mémoire du Grand Maître Antoine de Chabannes :
- Château de Saint-Fargeau, Chabannes fait construire fin XVe, les tours et les remparts de cette immense demeure.
- Amiens : rue Chabannes (Antoine de Chabannes, fut au XVe siècle le libérateur de la capitale picarde).
- Blanquefort : rue Antoine de Chabannes (ville de Guyenne qu'il libéra des Anglais)
- Dammartin-en-Goële (Seine-et-Marne): avenue Antoine de Chabannes
- Thouars (Deux-Sèvres) : porte Chabannes.

Outre les nombreuses études parues sur Antoine de Chabannes , ce fameux capitaine du XVe siècle ressuscita sous la plume de Jacques Chabannes, qui fut l'objet en 1967 d'un roman historique intitulé "Le Galant Ecorcheur " .

#### Ouvrages anciens
Cet article comprend des extraits du Dictionnaire Bouillet. Il est possible de supprimer cette indication, si le texte reflète le savoir actuel sur ce thème, si les sources sont citées, s'il satisfait aux exigences linguistiques actuelles et s'il ne contient pas de propos qui vont à l'encontre des règles de neutralité de Wikipédia.
- Victor Offroy, Histoire de la ville de Dammartin (Seine & Marne) et coup d’œil sur les environs. Essai, Imprimerie A. Carro, Meaux, 1841.
- Chabannes-La Palice, Notice historique sur la maison de Chabannes ou de Chabannées suivi de l'armorial de ses alliances, Clermont-Ferrand, 1864, 184 p. (présentation en ligne)
- Nouvelle Biographie générale, tome IXe, pages 515-516, notice biographique sur Antoine de Chabannes, comte de Dammartin, notice signée par l'archiviste et professeur à l'École des chartes, spécialiste du XVe siècle Auguste Vallet de Viriville. Chez Firmin-Didot Frères, Paris, 1854.
- Œuvres du Comte P. L Roederer (Pierre-Louis Roederer), par son fils le baron A. M Roederer, tome Ier, Le fouet de nos pères ou l'éducation de Louis XII en 1469. Comédie en 3 actes, Chez Firmin-Didot frères, Paris, 1853.
- Edme-Théodore Bourg, Répertoire Général des Causes Célèbres, Anciennes et Modernes, (pages 93–101 : Dammartin, Antoine de Chabannes, comte de) - Série 1, tome IIIe, Chez Louis Rosier, Paris, 1834.
- Jean-François Dreux du Radier, L'Europe Illustrée contenant l'Histoire Abrégée des Souverains, des Princes, des Prélats, des Ministres, des Grands Capitaines, des Magistrats, des Savans, des Artistes et des Dames célèbres en Europe. Dans le XVe siècle compris; jusqu'à nos jours, Ouvrage enrichi de Portraits gravés par les soins du Sieur Odieuvre, Tome Second, Chez Nyon, 1777 (portait d'Antoine de Chabannes).
- François Ogier, A la Mémoire de messire Antoine de Chabannes (poésie), Paris, 1651 - Bnf (numérisé sur Gallica).
- Albert Mélaye, Une page d'histoire d'Antoine de Chabannes, comte de Dammartin, 1913.
- Joseph de Fréminville, Les Écorcheurs en Bourgogne, 1435-1445, étude sur les compagnies franches au XVe siècle, Dijon, Imprimerie Darantière, 1888 ; réédition Le Livre d'histoire, 2012.
- Jean de Reilhac, secrétaire, maître des comptes, général des finances et ambassadeur des rois Charles VII, Louis XI et Charles VIII : de 1455 à 1499, tome Ier, Paris, Honoré Champion, 1886-1887.

#### Études et essais
- " Dons, confiscations et profits pour un capitaine du XVe siècle : le patrimoine d'Antoine de Chabannes et les aléas de la faveur royale" . par Loïc CAZAUX. Edition Revue du Nord - N°446 - pages 93 à 107 - Février 2023
- Antoine de Chabannes et son époque, actes du colloque de Dammartin en-Goêle, 22 et 23 octobre 1988, Bulletin de la Société d'histoire et d'archéologie de la Goêle, no 21, 2 cahiers ; 38 et 67 p., photos, cartes, plans. (Colloque présidé par Philippe Contamine)
- Pascal-Raphaël Ambrogi, Dominique Le Tourneau, Dictionnaire encyclopédique de Jeanne d'Arc, Édition Desclée de Brouwer, Paris, 2017 (Notices sur Jacques et Antoine de Chabannes)
- Joël Blanchard, Louis XI, Paris, Perrin, coll. « Biographies », 2015, 371 p. (ISBN 978-2-262-04104-5, présentation en ligne), [présentation en ligne], [présentation en ligne].
- Emmanuel Bourassin, Les Chevaliers : Splendeurs et crépuscule (1302-1527), Tallandier, 1995.
- Noël Cadet, Antoine de Chabannes (1408-1488). Sa famille et ses souvenirs à Dammartin-en-Goële, Imprimerie Roche-Brive, 1916, 110 p. (extrait du Bulletin de la Société scientifique, historique et archéologique de la Corrèze).
- Loïc Cazaux, « Antoine de Chabannes, capitaine d'Écorcheurs et officier royal : fidélités politiques et pratiques militaires au XVe siècle », dans Guilhem Pépin, François Lainé et Frédéric Boutoulle (dir.), Routiers et mercenaires pendant la guerre de Cent ans. Hommage à Jonathan Sumption : actes du colloque de Berbiguières, 13-14 septembre 2013, Bordeaux / Pessac, Ausonius, coll. « Scripta mediaevalia » (no 28), 2016, 357 p. (ISBN 978-2-35613-149-2, présentation en ligne, lire en ligne), p. 165-178.
- Bernard Chevalier et Philippe Contamine (dir.), La France à la fin du XVe siècle : renouveau et apogée, Paris, Éditions du CNRS, 1985, p. 5, 11, 114-115, 118, 121, 126-128, 131-133, 185, 187, 194.
- Philippe Contamine, Charles VII : une vie, une politique, Paris, Perrin, 2017, 560 p. (ISBN 978-2-262-03975-2, BNF 45262939, présentation en ligne).
- Jean Favier, Louis XI, Paris, Fayard, 2001, 1019 p. (ISBN 2-213-61003-7, présentation en ligne).
- François Foronda, « Le roi se trouve un cousin : les lettres de Louis XI à Antoine de Chabannes », Médiévales, no 35 « L'adoption : droits et pratiques »,‎ automne 1998, p. 141-150 (ISSN 1777-5892, lire en ligne).
- Pierre-Roger Gaussin, Louis XI : un roi entre deux mondes, Paris, A.-G. Nizet, 1988 (1re éd. 1976), 493 p. (ISBN 978-2-7078-0080-0).
- Claude Gauvard, Le temps des Valois, Collection : Une histoire personnelle, Presses Universitaires de France, 2013, p. 153, 162, 167, 172, 181-182.
- Didier Guillois, « Antoine de Chabannes, écorcheur, traître et serviteur des lis de France », Bulletin de la Société historique, archéologique et des Arts du Pays de Thouars, no 6,‎ 1998. Réédition : Didier Guillois, « Antoine de Chabannes, écorcheur, traître et serviteur des lis de France », Bulletin de la Société historique et archéologique du Val de Sèvre, no 155,‎ 2015, p. 10-25
- Albert Isnard, Antoine de Chabannes, comte de Dammartin, grand maître de France (1408-1488), École nationale des chartes, 1887 (thèse non publiée).
- Paul Murray Kendall (trad. Éric Diacon), Louis XI : « l'universelle araigne » [« Louis XI : The Universal Spider »], Paris, Fayard, 1974, XXVIII-584 p. (ISBN 2-213-00038-7, présentation en ligne). Réédition : Paul Murray Kendall (trad. de l'anglais par Éric Diacon), Louis XI : l'universelle araigne [« Louis XI : The Universal Spider »], Paris, Pluriel, coll. « Pluriel », 2014, 702 p., poche (ISBN 978-2-8185-0428-4).
- Jean-François Lassalmonie, La boîte à l'enchanteur : politique financière de Louis XI, Paris, Comité pour l'histoire économique et financière de la France, coll. « Histoire économique et financière de la France. Études générales », 2002, XXI-860 p. (ISBN 2-11-092596-5, présentation en ligne, lire en ligne).
- Jean Mesqui, « Les constructions militaires d'Antoine de Chabannes », Bulletin monumental, t. 149, no 4,‎ 1991, p. 433-434.
- Georges Minois, Charles VII : un roi shakespearien, Paris, Perrin, 2005, 850 p. (ISBN 978-2-262-02127-6, BNF 40026767).
- Monique Montcel, Antoine de Chabannes, thèse, Lyon, Université Jean-Moulin (Lyon III), 1967.
- Francis Rousseau, La Hire de Gascogne Etienne Vignoles (1380-1443), Lacoste, Mont-de-Marsan, 1969, 468 p.
- Amable Sablon du Corail, Louis XI ou le joueur inquiet, Paris, Belin, 2011, 491 p. (ISBN 978-2-7011-5245-5, présentation en ligne)Réédition : Amable Sablon du Corail, Louis XI ou le joueur inquiet, Paris, Belin, coll. « Portraits », 2015, 597 p. (ISBN 978-2-7011-8943-7).
- Jean-Henri Taveau, Un grand capitaine du XVe siècle, Antoine de Chabannes, comte de Dammartin, éd. La Tronche, 1978.